# Sẻ đầu tía đỏ
Sẻ đầu tía đỏ, tên khoa học Neochmia modesta, là một loài chim trong họ Estrildidae.